# 여태 뭘 했수
《여태 뭘 했수》는 1994년 9월 26일부터 1995년 3월 7일까지 방영된 SBS 월화드라마인데 "중년이 된 고교동창생들의 우정과 젊은이들의 사랑을 그리겠다"는 기획의도와 달리 남자 주인공의 공공연한 폭력장면이 종종 나와 비난을 샀다.

## 기획 의도
어느 날 자신의 삶을 되돌아 보게 된 50대 고교동창생 중년 남성 세명의 고민과 갈등을 그린 드라마

## 등장 인물
- 이정길 : 김충모 역 - 전자제품 대리점 사장
- 박인환 : 동기호 역 - 무책임한 가장
- 임현식 : 최준치 역 - 졸부
- 김민정 : 충모 아내 역
- 최재성 : 동석환 역 - 기호의 아들
- 음정희 : 김정강 역 - 석환의 연인
- 연재모 : 정호원 역 - 석환의 친구, 계영을 짝사랑
- 이주나 : 김유강 역 - 정강의 여동생, 호원을 짝사랑
- 김서라 : 두계영 역 - 준치의 여비서
- 이청 : 재벌녀 역 - 석환을 짝사랑
- 김영옥
- 박주리
- 이한수
- 권은아

## 결방
- 1994년 10월 10일 : 프로야구 플레이오프 2차전 《한화 이글스 VS 태평양 돌핀스》 중계 편성으로 인해 결방
- 1994년 11월 14일 : 창사특선영화 《해리가 샐리를 만났을 때》 편성으로[3] 인해 결방
- 1995년 1월 30일 : 설날특집드라마 《이웃사촌》 1부 편성으로[4] 인해 결방
- 1995년 1월 31일 : 설날특집드라마 《이웃사촌》 2부 편성으로[4] 인해 결방

## 참고 사항
- 50대 고교동창생 중년 남자들의 건강한 삶을 다룬다는 기획의도[5]와 달리 20대의 삼각 사각관계가 극의 중심을 이루어 비난을 받았다.[6]